# 1993 FC1
1993 FC1 är en asteroid i huvudbältet som upptäcktes den 19 mars 1993 av de båda japanska astronomerna Seiji Shirai och Shuji Hayakawa vid Hidaka-observatoriet.
Asteroiden har en diameter på ungefär 6 kilometer och den tillhör asteroidgruppen Eunomia.